# 葉上不定芽

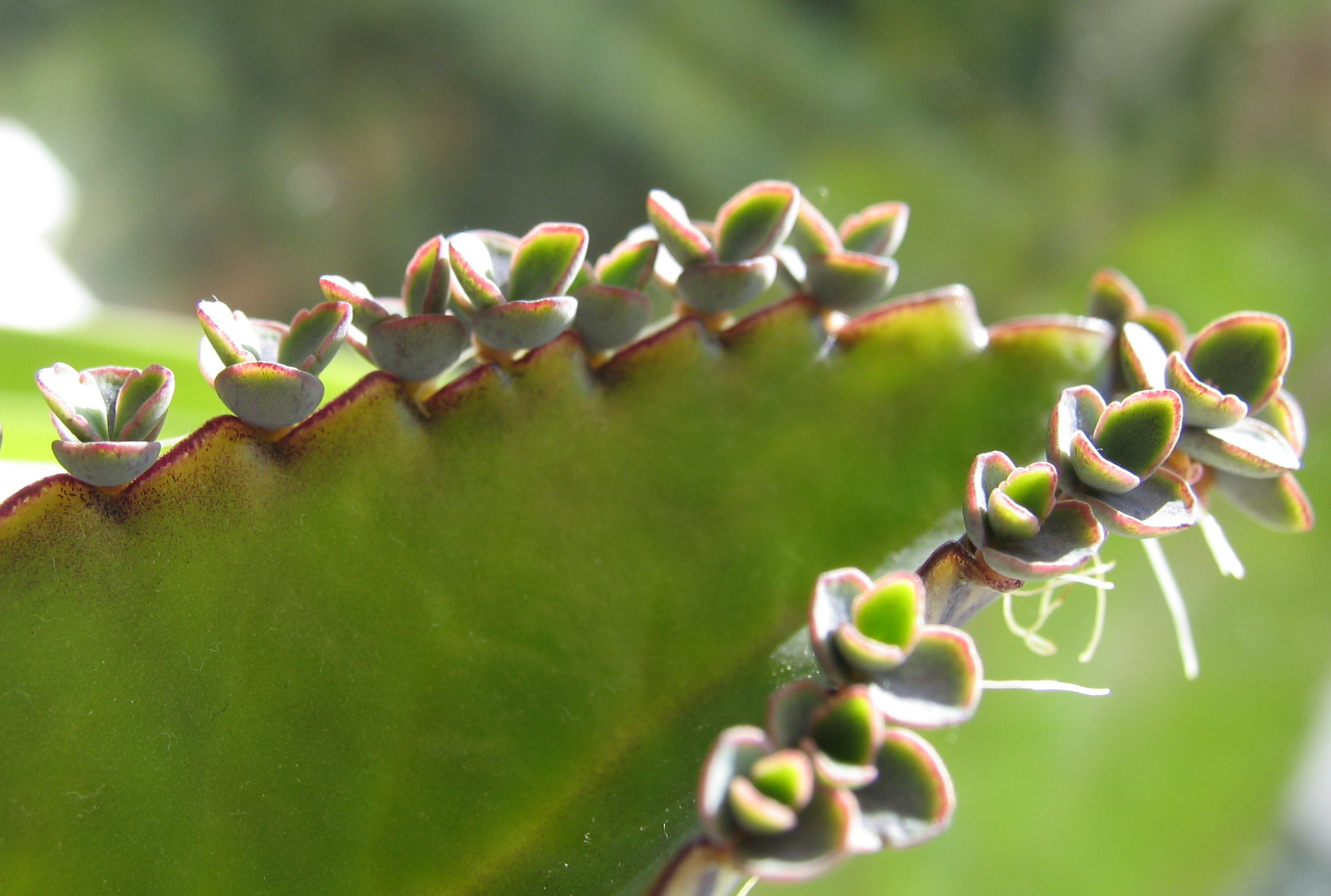
コダカラベンケイ の葉縁に多数形成された葉上不定芽

葉上不定芽（ようじょうふていが）または葉上芽（ようじょうが、epiphyllous bud）は、植物の葉に生じた不定芽である。
不定芽は一般に、通常芽を形成しない部分から生じた芽を指し、頂芽や腋芽以外の部分から生じるものを含むため、潜伏していた休眠芽であることも多い。これとは別に、永続組織の脱分化によっても不定芽は形成され、コダカラベンケイの葉縁に形成される葉上不定芽は体細胞が脱分化してできた不定胚に由来する。ハナイカダのように葉上花序を形成するものは、蓋葉と腋芽の合着によるものと解釈されているため、不定芽ではないとされる。葉上不定芽とこのような葉上花序を合わせ、葉上生（葉上形成、epiphylly）と呼ばれる。
大葉シダ植物と被子植物に知られるが、裸子植物には知られていない。

## 真正双子葉類

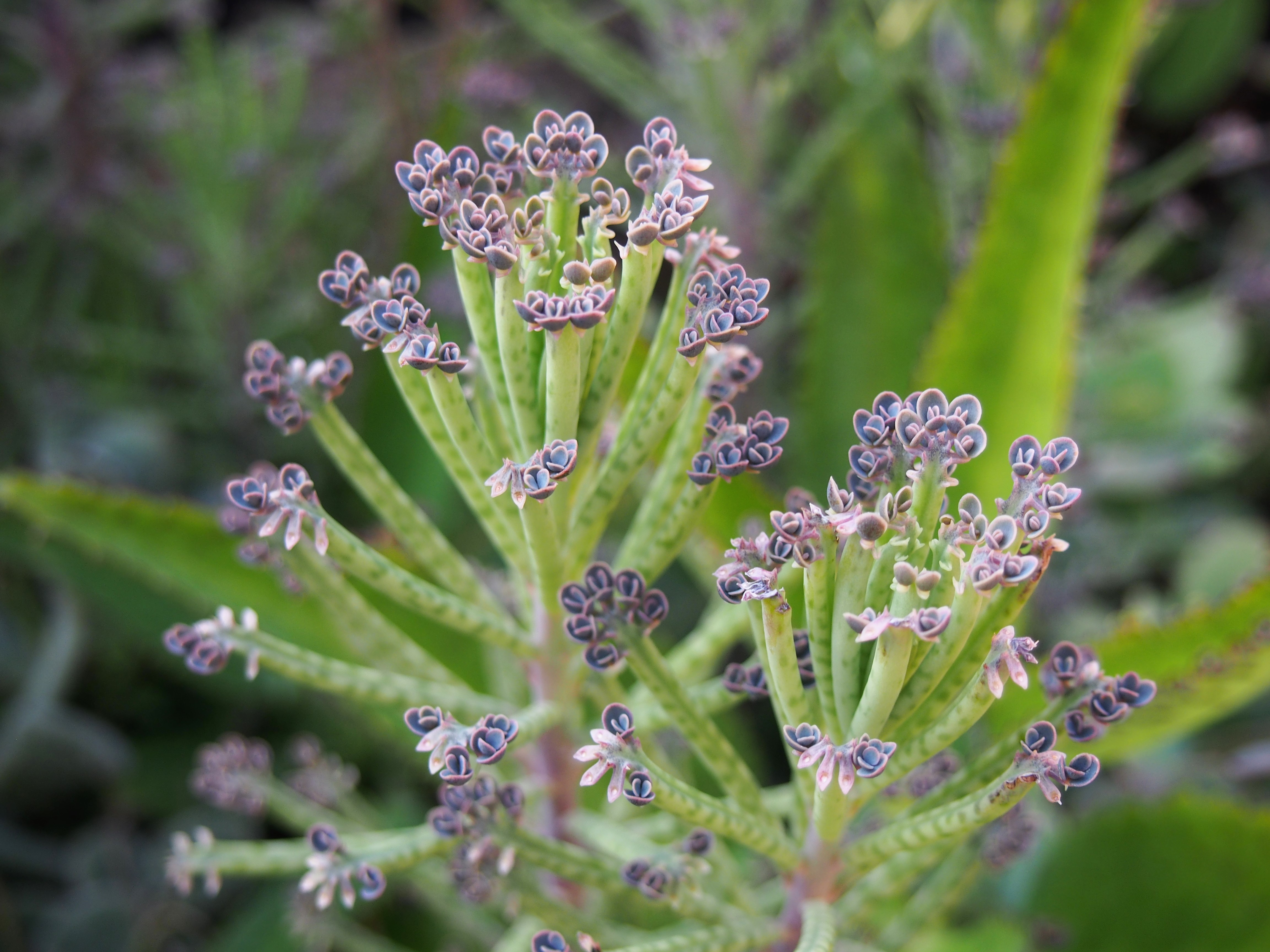
キンチョウ の葉縁にできた不定芽

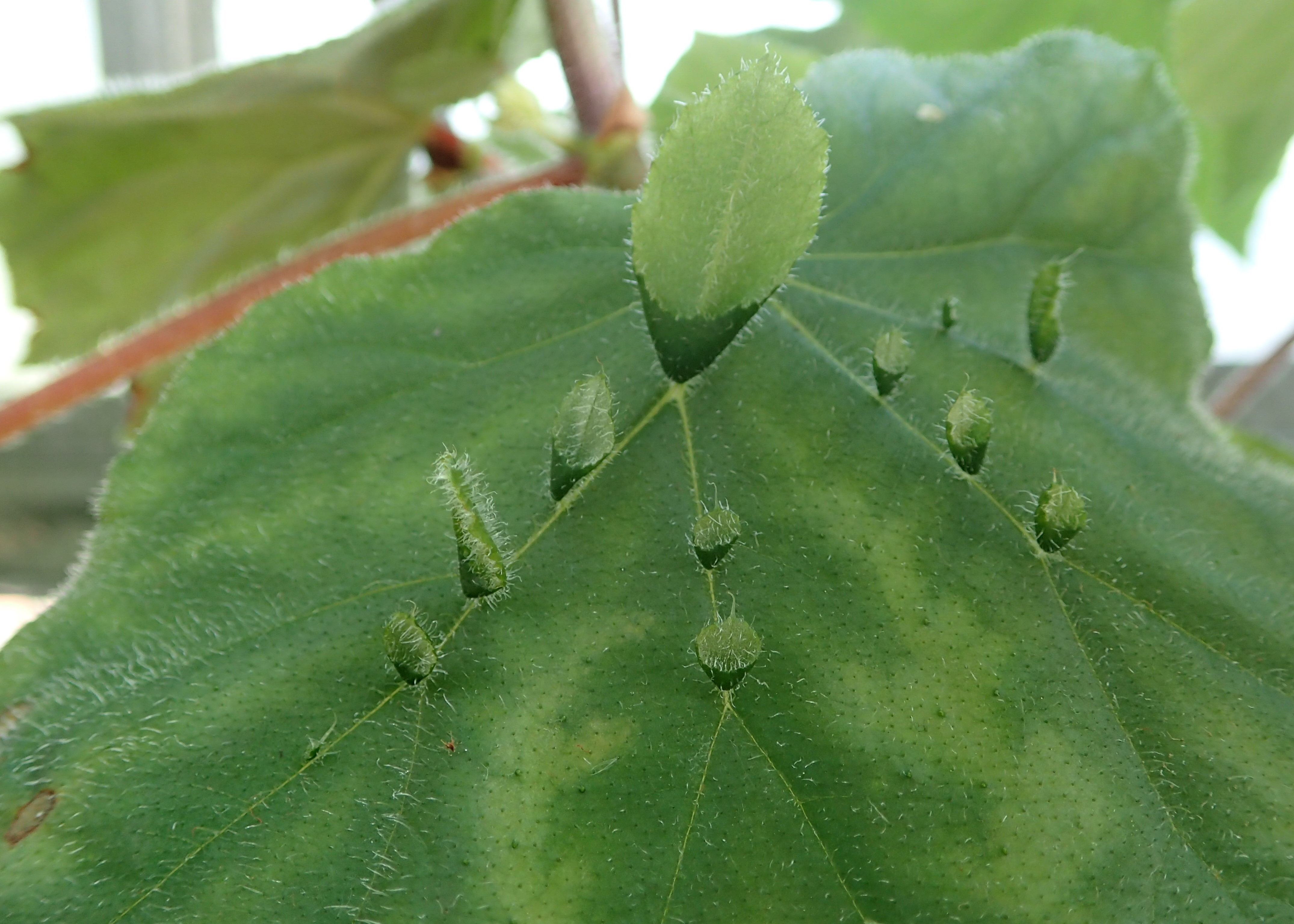
葉面に多数の葉片状形成物を生じた Begonia hispida cucullifera の葉

真正双子葉類では、ベンケイソウ科リュウキュウベンケイ属 Kalanchoeのものが古くからよく知られており、普通葉の葉縁に不定芽が生じる。この不定芽は受精卵と同様な形態的変化の過程をとって体細胞から生じる不定胚を経て形成される。コダカラベンケイ Kalanchoe daigremontiana や、キンチョウ Kalanchoe tubiflora、Kalanchoe scandens などでは、母葉が成熟しない段階から葉縁の窪みにある残存分裂組織から自然状態で不定芽を生じ、葉や根を生じた芽体となって株（母体）から離脱する。一方、セイロンベンケイ Kalanchoe pinnata では、残存分裂組織に不定芽の原基を生じるが、普通それ以上分化せず、母葉が落葉すると急速に成長する。
また、シュウカイドウ科シュウカイドウ属では、葉面や葉柄に無数の不定芽や葉片状形成物を生じるものが知られる。Begonia phyllomaniaca は、自然状態で葉の表面脈上や葉柄に無数の不定芽や葉片状形成物を生じる。その栽培品種 'Templini' の観察では、表皮細胞の分裂から発生が始まり、葉や茎上のものは葉片状形成物、花柄上では雄花原基となる。多くは茎の分裂組織を形成せず、母体との維管束連絡を欠く。Begonia hispida var. cucullifera では、不定芽ではなく葉片状形成物を葉面上に散生する。この葉片状形成物は、分化様式や維管束などの組織構成は真の葉と同じである。Thinnes (1972) は、茎の側生器官ではないことからこれを葉と区別して単なる突起物 (emergence) として扱っている。Cusset (1970) は、これを一種の小葉とみなしており、その場合、これは葉の立体分枝と考えられる。
下記のシダ類のように葉先から不定芽を生じる例はないが、ウトリキュラリア・アルピナ Utricularia alpina（タヌキモ科）やモウセンゴケ（モウセンゴケ科）では、株から切り離された葉の先に、先端方向に不定芽を生じる傾向があることが示されている。
株から切り離された葉では、葉身と葉柄の境界、もしくは羽片と中軸の境界付近に不定芽を生じる例が複数知られる。特に、ピギーバックプランツ Tolmiea menziesii（ユキノシタ科）、Nymphaea stellata var. bulbillifera（スイレン科）、ハナタネツケバナ Cardamine pratensis などタネツケバナ属数種（アブラナ科）では自然状態でもこの現象が良く起こる。トマト（ナス科）でも奇形としてその報告がある。この不定芽は表皮または表皮と第2層に起源し、外生発生だと考えられている。

## 単子葉類

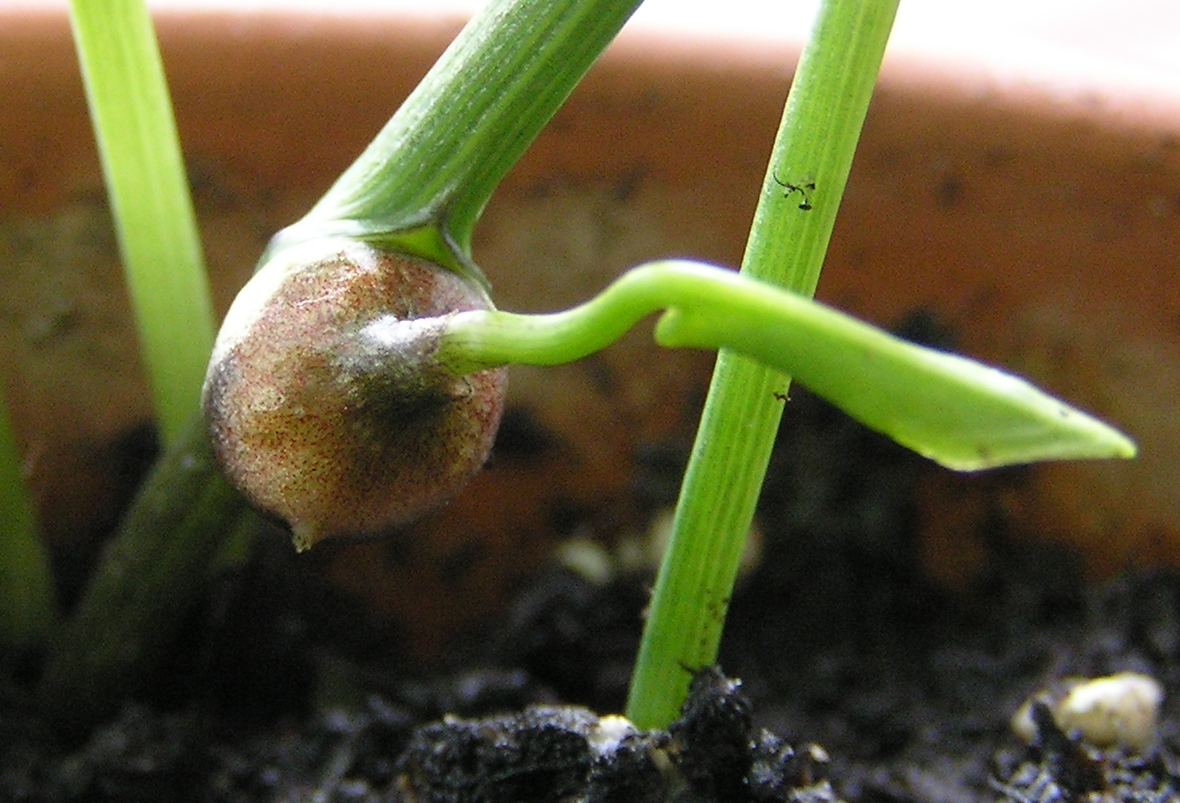
カラスビシャク の葉上不定芽

単子葉類にも葉上不定芽の例は知られ、ショウジョウバカマ Heloniopsis orientalis（シュロソウ科）やカラスビシャク Pinellia ternata（サトイモ科）にみられる。単子葉類の不定芽の多くは葉の向軸面に付着する。
ショウジョウバカマの不定芽は葉の先端付近に生じる。ショウジョウバカマの不定芽は中央脈維管束の木部に近い数個の細胞が分裂し、カルス状の隆起から内生的に形成される。株から分離した葉では、はじめ葉先に不定芽を生じ、次いで切り口に近い中央脈上にも不定芽が形成される。先端を切除すると、まず基部の切り口付近に不定芽を生じ、その後先端方向の切り口付近と中間部分の中央脈上に不定芽を生じる。
ヤチラン Malaxis paludosa（ラン科）は葉の先端付近の葉縁に不定芽を生じる。この不定芽は脱落して別個体となる。Taylor (1967) では、葉先表面の細胞が脱分化し、上の開いた鞘に包まれた芽体を複数形成する。
カラスビシャクでは葉身の基部や葉鞘頂端部に、スルガテンナンショウ Arisaema yamatense（サトイモ科）では葉鞘頂端部に、多肉質の珠芽を生じるが、これは自然には離脱しない。
クルマユリの鱗茎は多肉葉（鱗片葉）が集合してできているが、1–2箇所にくびれた関節があり、この部分は未分化な組織からなるとされる。関節で分離して培養すると、それぞれの断面は基部から不定芽を出す。1つの鱗片葉をそのまま培養すると、最基部だけでなく関節部からも不定芽が形成される。
上記の葉上不定芽は葉の向軸面で形成されるものであるが、Drimiopsis kirkii では株についたままの葉を傷つけ、葉を直立または下垂させると背軸面からも不定芽が形成されることが観察されている。また、マユハケオモト Haemanthus albiflos では、株から切り離した葉の背軸面の中央脈上に数個の葉上不定芽が観察されている。Scadoxus cinnabarinusでは自然状態で葉の背軸面から葉上不定芽の内生発生が観察されている。

## 薄嚢シダ類

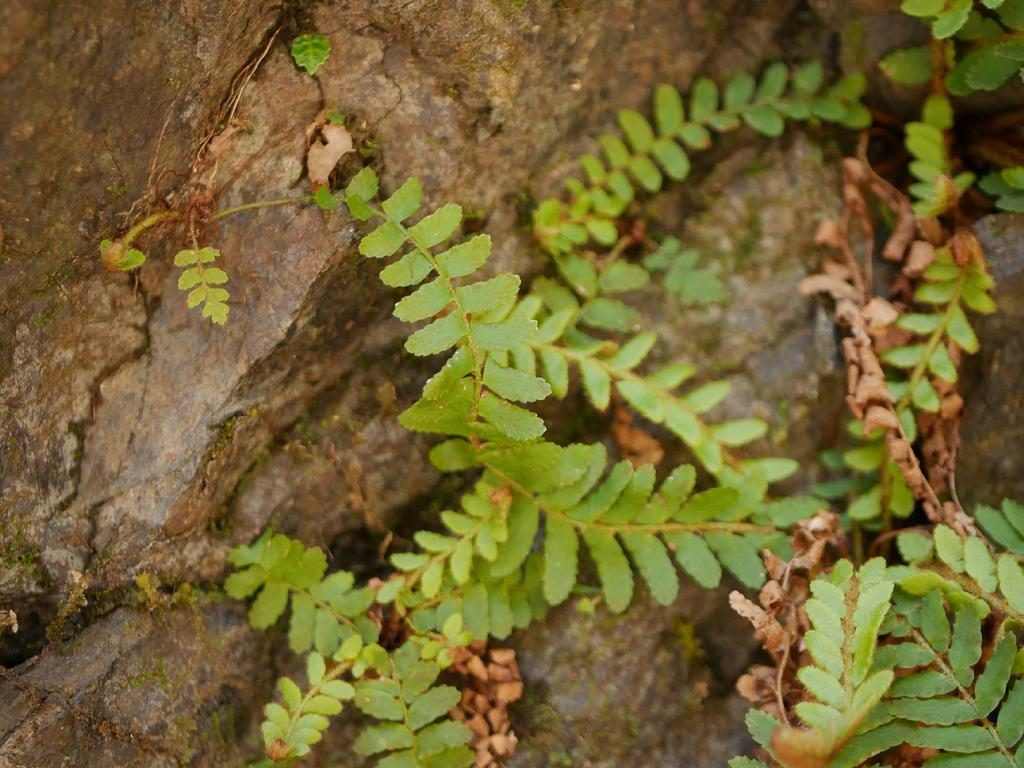
ツルデンダ の頂端から伸びて別個体となった不定芽

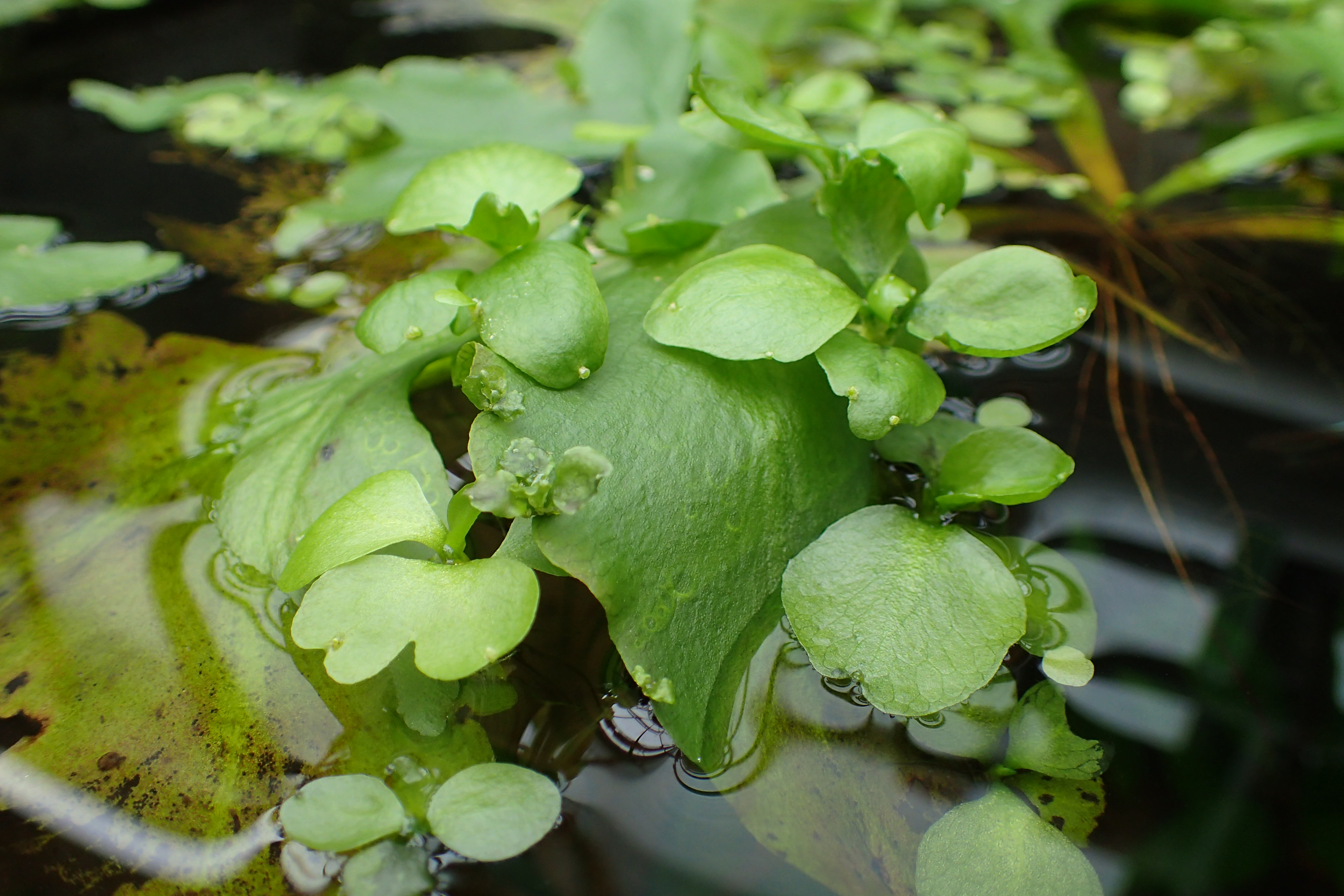
アメリカミズワラビ の葉縁に形成された不定芽

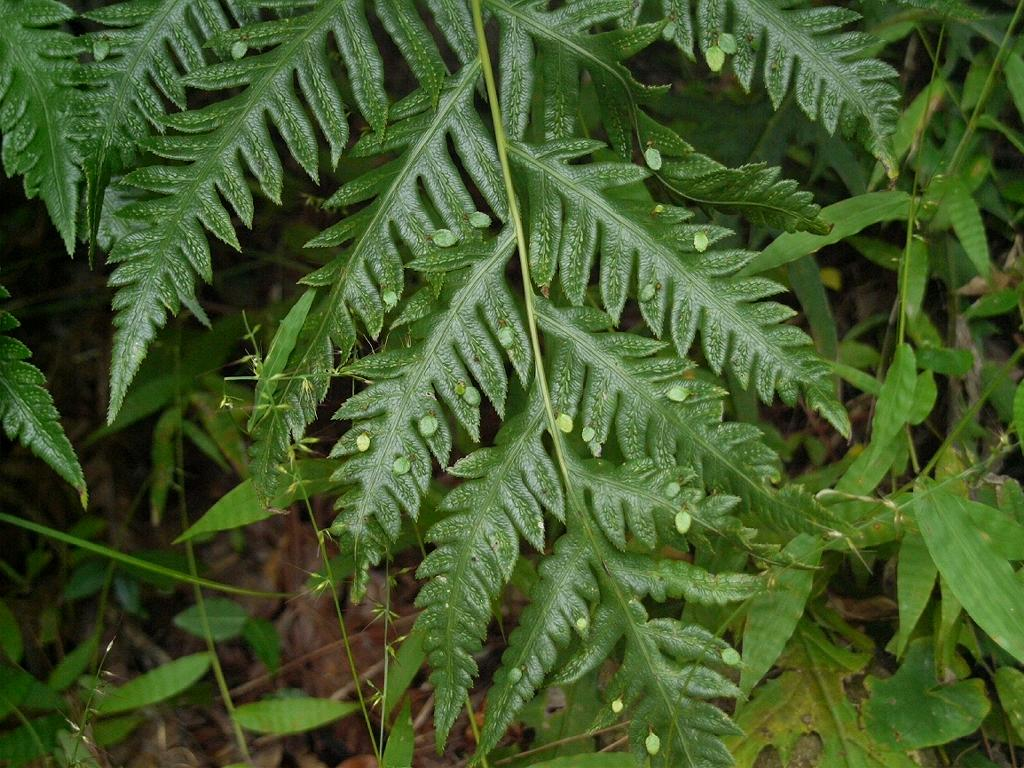
コモチシダ の向軸面脈上には葉上不定芽が多数形成される

薄嚢シダ類でも、クモノスシダ、ツルデンダ、コモチシダに代表されるように、多数の種で、葉上不定芽を生じる例が知られている。この不定芽は種々の部分から形成されるが、向軸側のみに形成されるのが普通である。
葉の先端に近い表面から不定芽を生じ、独立して新たな個体となるものには、下記のようなものが挙げられる。種子植物では葉頂端分裂組織は極めて早い段階で分化能を失うが、シダ類では発生がかなり進んでも葉頂端分裂組織を保持し続けることから、葉の頂端付近に不定芽を分化しやすいと考えられている。
- チャセンシダ科
  - クモノスシダ Asplenium ruprechtii[1]
  - ヒメイワトラノオ Asplenium capillipes[2]
  - チャセンシダ Asplenium trichomanes[1]
  - ヌリトラノオ Asplenium normale[1]
  - ヒノキシダ Asplenium prolongatum[1]
  - Asplenium bipinnatifidum[注釈 4][1]
- コバノイシカグマ科
  - フジシダ Monachosorum maximowiczii[1]
  - オオフジシダ Monachosorum nipponicum[1]
- オシダ科
  - ツルデンダ Polystichum craspedosorum[3][2]

このうちクモノスシダでは、狭い葉身部の先端が細く伸びて不定芽を生じ、新たな個体を形成する。Asplenium bipinnatifidum では、直上する普通葉のほかに、匍匐枝状の横走する葉を形成する。この葉は葉身を欠き、中軸が長く伸び、その頂端細胞近くの向軸側の始原細胞群から不定芽を生じる。本来の頂端はさらにそのまま伸長して不定芽を生じることを繰り返す。
ミズワラビ Ceratopteris thalictroides（イノモトソウ科）は葉縁に多数の不定芽を生じる。これは葉縁に残存分裂組織 (residual meristem) があるためであると解されている。これは母体に着生している間でもすでに根を出しており、芽体であるとされる。
コモチシダ Woodwardia orientalis（シシガシラ科）は葉の表面脈上に多数の不定芽を生じる。
イヌチャセンシダ Asplenium tripteropus やトキワシダ Asplenium yoshinagae、オクタマシダ Asplenium pseudo-wilfordii（チャセンシダ科）、ヒメムカゴシダ Monachosorum arakii（コバノイシカグマ科）では羽片の基部中軸向軸側の付近からの不定芽が知られている。ナヨシダ属の一種 Cystopteris bulbifera や Triplophyllum variansでは、珠芽状の多肉の不定芽を形成し、自然に脱離する。
普通向軸面からのみ不定芽が生じるが、Tectaria cicutaria（ナナバケシダ科）やチリメンシダ Dryopteris erythrosora f. prolifica（オシダ科）では背軸面からの発生が知られている。
また、ホラゴケ属 Trichomanes（コケシノブ科）や、化石シダ類であるアナコロプテリス Anachoropteris（†アナコロプテリス科）、ボトリオプテリス Botryopteris（†ボトリオプテリス科）などでは葉柄の途中からの不定芽が知られている。
大葉シダ植物は典型的な腋生分枝を行うわけではないため、種子植物と同様に不定芽とするかには議論があるが、葉柄の背軸側の基部から芽を生じるものは多数知られる。ワラビやユノミネシダ（コバノイシカグマ科）、クサソテツ（コウヤワラビ科）、マルハチ（ヘゴ科）、アツイタやオシダ（オシダ科）などである。